# Kawia lśniąca
Kawia lśniąca (Cavia fulgida) – gatunek gryzonia z rodziny kawiowatych spokrewniony z kawią domową. Zajmuje tereny wzdłuż wybrzeża brazylijskiego. Osiąga wiek do 2 lat.

## Kariotyp
Garnitur chromosomowy kawii większej tworzy 32 par (2n=64) chromosomów; FN=128.

## Rozmieszczenie geograficzne
Zamieszkuje tereny wzdłuż wybrzeża brazylijskiego.